# IC 4782
IC 4782 је спирална галаксија у сазвјежђу Телескоп која се налази на листи објеката дубоког неба у Индекс каталогу.
Деклинација објекта је - 55° 29' 28" а ректасцензија 18h 50m 54,4s. Привидна величина (магнитуда) објекта IC 4782 износи 14,0 а фотографска магнитуда 14,7. IC 4782 је још познат и под ознакама ESO 183-18, AM 1846-553, PGC 62495.